# Michael Joseph Savage
Michael Joseph Savage (Tatong, 23 marzo 1872 – Wellington, 27 marzo 1940) è stato un politico neozelandese, primo ministro della Nuova Zelanda dal 1935 al 1940.

## Biografia
Nato in Australia (nello stato di Victoria) in una famiglia d'immigrati irlandesi, dal 1886 al 1893 lavorò in un negozio di alcolici a Benalla, mentre frequentava una scuola serale locale.
Si stabilì poi per un certo periodo nel Nuovo Galles del Sud per poi emigrare nel 1907 in Nuova Zelanda; anche qui svolse diversi lavori prima di dedicarsi alla politica.
Dopo essere stato inizialmente aderente al partito socialista e poi socialdemocratico, nel 1916 si unì al Partito Laburista, nel quale venne eletto al parlamento nel 1919 e riconfermato in tutte le elezioni fino alla morte. Durante la grande depressione riuscì a conquistare molti consensi e divenne uno dei politici più in vista del paese. A coronamento della carriera nel 1935 fu il primo laburista a essere nominato primo ministro. Durante gli anni da primo ministro prese parte anche alle consultazioni per la crisi per l'abdicazione di Edoardo VIII. Nel 1940 è morto di cancro mentre era ancora a capo del governo.